# Rio Crişan
O Rio Crişan é um rio da Romênia, afluente do Rio Chichirgeaua, localizado no distrito de Constanţa.